# 西勇輝
西 勇輝（にし ゆうき、1990年11月10日 - ）は、三重県三重郡菰野町出身のプロ野球選手（投手）。右投右打。阪神タイガース所属。
2020年に阪神へ入団した西純矢とは遠縁の親戚（三従弟、父方の曽祖父同士が兄弟）に当たる。

## 経歴

### プロ入り前
三重県立菰野高等学校では2年生の時からエースとして活躍。2年夏の県大会では、宇治山田商業と決勝で対戦するも、中井大介にバックスクリーンへ本塁打を打たれるなど4点を失って敗戦。翌3年夏の県大会でも決勝で宇治山田商業と対戦すると、5-2で勝利し雪辱を果たすとともに甲子園大会への出場を決めた。甲子園では、橋本到擁する仙台育英と1回戦で対戦。橋本に5安打を打たれた末に1-4で敗れた。
2008年のNPBドラフト会議で、オリックス・バファローズから3位で指名。契約金5000万円、年俸500万円（金額は推定）という条件で入団した。入団当初の背番号は63。

### オリックス時代

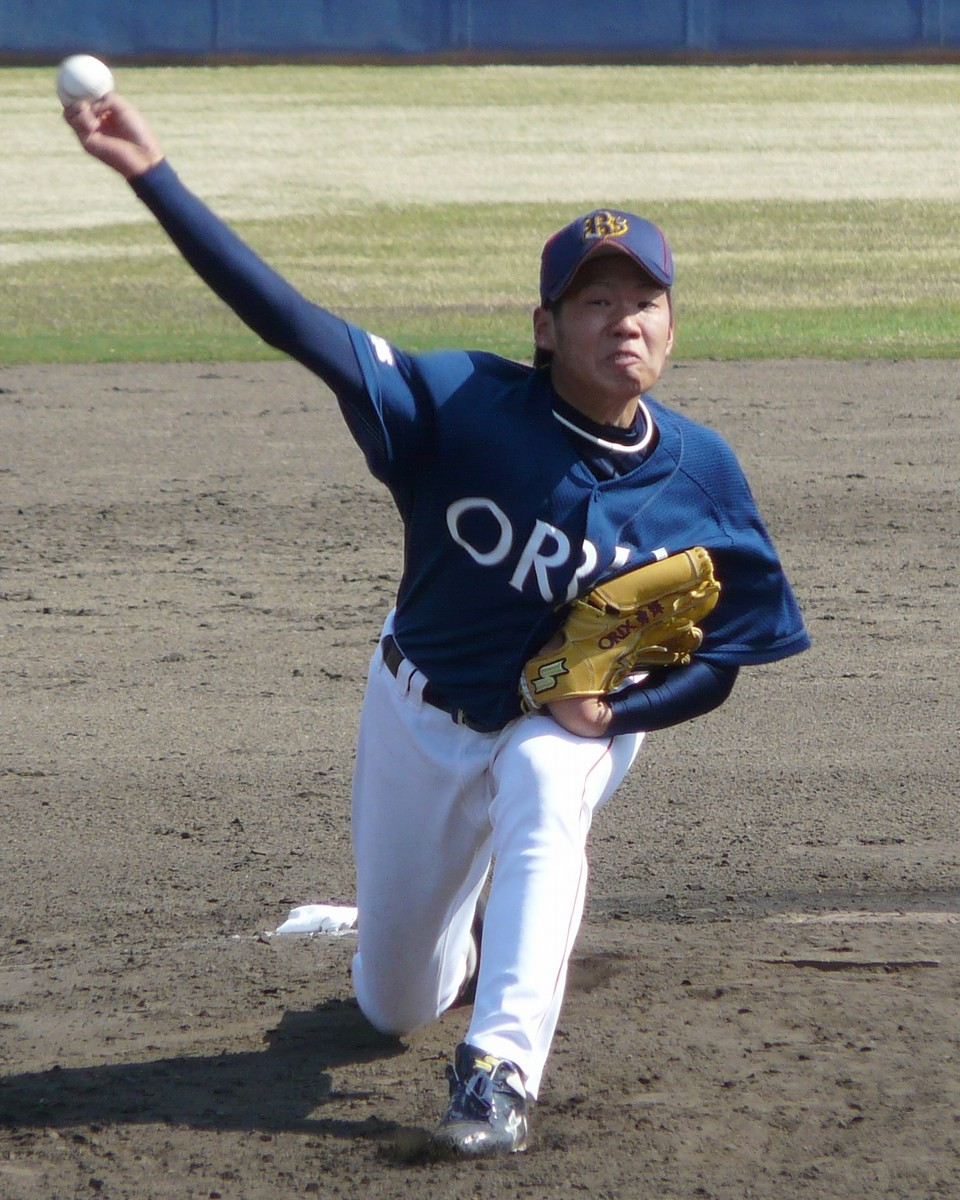
オリックス・バファローズ時代（2009年）

2009年、ウエスタン・リーグ公式戦18試合に登板すると、シーズン終盤に一軍昇格を果たした。9月21日の対東北楽天ゴールデンイーグルス戦（クリネックススタジアム宮城）にリリーフで一軍デビューを果たすと、1イニングを三者凡退に抑えた。オリックスの高卒新人投手による一軍公式戦の登板は、球団合併後初めて。その後もリリーフで3試合に登板すると、通算4イニングで無安打無失点のままシーズンを終えた。
2010年、リリーフを中心に一軍公式戦18試合に登板し防御率3.41を記録。8月12日の対福岡ソフトバンクホークス戦（福岡Yahoo! JAPANドーム）ではプロ初先発を務め、勝利投手の権利を得るまであと一死の4回二死までは無安打に抑えたが、松田宣浩に同点適時打を打たれるなど逆転され、初先発初勝利はならなかった。夏には突発性顔面神経麻痺を発症し、顔の右半分の感覚が失われ、激しい頭痛や耳鳴り、味覚障害などの症状に襲われた。一時は医師から野球を続けることはできないと診断されるほどの状態だったが、約2か月ほどで平癒した。
2011年、オープン戦の好調を背景に、一軍の開幕先発ローテーション入りが早々に確定。4月17日の対楽天戦（阪神甲子園球場）に登板し、初回に犠飛で失点したものの、3回から6回までは三者凡退に抑え、7回8奪三振3安打1失点の内容だった。8回表に味方打線が逆転したことにより、プロ初勝利を挙げた。4試合目の先発となった5月8日の対千葉ロッテマリーンズ戦では7回を3失点に抑え、開幕4連勝。オリックスの投手としては1993年の長谷川滋利以来、前年未勝利投手の4戦4勝はオリックス前身の阪急ブレーブス時代で当時新人だった1978年の三浦広之以来であった。連勝は4でストップしたが、6月4日の対広島東洋カープ戦で5勝目を挙げた。しかし、6月11日の対読売ジャイアンツ（巨人）戦で風邪による体調不良により急遽登板を回避してエバン・マクレーンに先発を譲る形になり、監督の岡田彰布に「自己管理ができていない」と叱責を受け登録を抹消された。一軍復帰後の7月1日の対ソフトバンク戦では7回表からの3イニングを無失点に抑え、プロ初セーブを記録。先発とリリーフで登板を重ねる中、8月11日の対楽天戦にて9回9奪三振1失点でプロ初完投を果たし、約2か月ぶりとなる6勝目を挙げた。しかしその後、先発した9月29日の対ロッテ戦、リリーフ登板した10月1日の対楽天戦で立て続けに敗戦投手となり、3日で2敗したことから再度登録抹消。再調整を経て昇格し、シーズン最終戦となった10月13日の対ロッテ戦で、7回2/3を無失点に抑え2桁勝利を挙げた。
2012年、背番号を21に変更。チームが一軍公式戦の開幕から3連敗で迎えた4月3日の対北海道日本ハムファイターズ戦（札幌ドーム）では、先発で5回を3失点にとどめた末に、チームおよび自身のシーズン初勝利を果たした。金子千尋・寺原隼人などの先発陣が続々と戦線離脱していく中で先発ローテーションを守り続けたが、8月9日に右肩痛で登録抹消。9月23日に一軍復帰を果たすと、チームのシーズン最終戦となった10月8日の対ソフトバンク戦（ヤフー）で、日本プロ野球史上76人目、85度目のノーヒットノーランを達成（平成生まれ初）。パシフィック・リーグでは12年ぶり、球団では17年ぶり、最終戦での達成は1937年春季戦の阪急の石田光彦以来75年ぶり2度目、2リーグ制以降では初、四球による1走者だけの準完全試合は45度目であり、またこれが西自身にとって初の完封ともなった。この試合はソフトバンクの小久保裕紀の引退試合であり、前日小久保が「真剣勝負してほしい」と言ったことから、西は真剣勝負で挑んだが、試合後のコメントでは「誰も（達成すると）思っていなかったと思う」と複雑な表情でコメントを残した。最終的にはチーム最多の8勝を挙げた。
2013年、一軍公式戦で、自己最多の28試合に登板。自己最多の166イニングを投げるとともに、先発3試合で完投勝利を収めるなど、9勝8敗、防御率3.63という成績を収めた。
2014年、シーズン初登板から勝ち続けた末に、5月20日の対阪神タイガース戦（京セラドーム大阪）で、開幕8戦全勝の球団記録を達成した。5月26日の対中日ドラゴンズ戦（ナゴヤドーム）で敗れたことで連勝は8で途切れたが、7月8日の対ソフトバンク戦（ヤフオク）で自己最多のシーズン11勝目を記録。このような好成績を受けて、オールスターゲームには、パ・リーグ先発投手部門のファン投票1位で初出場を果たした。オールスターゲーム後は不調で、8月1日の対ロッテ戦（京セラドーム）で12勝目を挙げたことを最後に、5連敗でレギュラーシーズンを終了した。しかし、開幕から一軍の先発ローテーションを守り抜いた末に、12勝10敗、防御率3.29を記録。チーム6年ぶり2度目のクライマックスシリーズ（CS）出場に貢献した。チームは日本シリーズへの進出を果たせなかったものの、シリーズ終了後の日米野球2014には、日本代表のメンバーとして出場。先発の則本昂大の後を受けて6回から登板した第3戦では、四球と死球を与えたものの、2イニングを無安打無失点という内容で交代。後を継いだ牧田和久・西野勇士も無安打無失点を続けたことから、日米野球史上初の継投ノーヒットノーラン達成に至った。
2015年、一軍公式戦で開幕から勝ち星に恵まれないまま、4月28日の練習で、キャッチボール中に顔面の神経麻痺が再発した。この日は西の先発が予告されていたが、この事態を受けて、チームは先発を急遽アレッサンドロ・マエストリに変更。本人は大事に至らず、5月3日の対ソフトバンク戦から実戦に復帰すると、同月10日の対日本ハム戦（いずれも京セラドーム）で一軍公式戦282日ぶりの勝利を挙げた。一軍公式戦全体では、24試合の登板で、2年連続の10勝とリーグ2位の防御率2.38を記録。先発登板時のクオリティ・スタート率（QS率）がリーグ1位の83.3%に達したほか、5月以降は投球内容が安定していた。シーズン終了後には第1回WBSCプレミア12に出場する日本代表に選出され、2試合で1勝を記録した。さらに、同大会終了後の契約更改で、投手としては球団史上最年少（25歳）の年俸1億円プレーヤーになった。
2016年、公式戦開幕前の3月6日に京セラドームで催された「侍ジャパン強化試合 日本 vs チャイニーズタイペイ」で、4回表から2番手投手として登板すると、2回無失点という内容で勝利投手になった。一軍公式戦では、シーズン初登板からの3戦全敗を経て、4月18日の対西武戦（ほっともっとフィールド神戸）でシーズン初勝利。5月31日の対巨人戦で両リーグシーズン最速の7敗に達したものの、後に4戦全勝を記録。しかし、チーム87試合目となった7月26日の対ロッテ戦では、6失点を喫して自身の連勝が途切れたばかりか、チームの自力によるCS進出の可能性が消滅した。シーズン最終登板であった9月28日の対楽天戦（いずれも京セラドーム）で、3年連続のシーズン10勝を達成。チーム内でこの年唯一の2桁勝利投手にもなったが、通算成績は10勝12敗で、リーグ最多敗戦と自身初の負け越しを喫した。また、被本塁打数4と前年の約3分の1にまで減ったものの、防御率4.14と48与四球はいずれも自己ワーストであった。
2017年、レギュラーシーズン2試合目の先発登板であった4月9日の対日本ハム戦で、154球を投げた末に9回完封でシーズン初勝利。セ・パ両リーグの一軍公式戦シーズン初の完封勝利で、日本ハム戦で完封勝利を挙げたのは、プロ入り後初めてであった。4月中旬までは2連勝を記録するほど好調だったが、同月28日の対ソフトバンク戦（いずれも京セラドーム）から3連敗を喫したため、一軍の首脳陣から無期限の再調整を通告。右足首を痛めたことや、急激な不振がチームの失速と重なったこともあって、5月12日付で出場選手登録を抹消された。不振による再調整を目的に登録を抹消されたのは、2011年以来6年ぶりであったが、実際には6月2日の対巨人戦（東京ドーム）で先発投手として一軍に復帰した。復帰後は勝利数を5勝まで伸ばしていたが、8月22日の対日本ハム戦（ほっともっと）で、1回表に松本剛が打ったライナーが左手首を直撃したためこの回限りで急遽降板。直後の検査で左手大菱形骨の骨折と診断、患部の固定だけで4週間の固定を要することが判明したため、翌23日付で再び登録を抹消された。一軍公式戦での通算成績は5勝6敗で、2桁勝利が3年連続で途切れ、2年連続の負け越しに至った。
2018年、3月30日の対ソフトバンク戦（ヤフオク）で、プロ入り後初の開幕投手に起用。7回裏まで無失点で凌いたが、8回裏に2点を失った末に0-2で黒星を喫した。以降の先発登板でも、クオリティ・スタート（QS）を達成しながら打線の援護に恵まれない試合が続いた。6月には3試合の登板で全勝した一方で、その直後から8月上旬まで4連敗を喫するなど、好不調の波が大きかった。それでも、開幕時点での先発投手陣からただ1人、シーズンを通じて先発ローテーションを堅持。13敗を喫しながらも、シーズン最終登板であった10月1日の対楽天戦（楽天生命）で10勝目を挙げたことによって、自身2年ぶりのシーズン2桁勝利を達成した。
なお、シーズン中の5月に国内FA権の取得要件を満たしたことを受けて、シーズン終了後の11月7日には国内FA権を行使することをNPBへ申請した。同月14日付で、NPBから国内フリーエージェント宣言選手として公示。宣言後の残留を認めていたオリックスに加えて、公示当日に獲得に向けて交渉に乗り出すことを表明していた阪神や、ソフトバンク、横浜DeNAベイスターズなどと交渉に臨んだ。

### 阪神時代
2018年12月7日に、阪神タイガースへ移籍することを表明。阪神との4年契約で合意したことも、球団から正式に発表された。契約期間中の年俸推定総額は10億円で、背番号は16。
2019年、3月31日に、東京ヤクルトスワローズとの開幕カード第3戦（京セラドーム）に先発投手として移籍後初めて公式戦に登板。4月7日の対広島戦（MAZDA Zoom-Zoom スタジアム広島）で、移籍後初勝利を2年ぶりの完封で記録した。4月14日の対中日戦（甲子園）では一軍公式戦での初打点、6月21日の対西武戦（甲子園）でNPB史上149人目の公式戦通算1000奪三振を記録。その一方で、好投しても打線の援護に恵まれない試合が続いたため、5月10日の対中日戦（甲子園）でシーズン3勝目を挙げてから約2か月間（7試合）にわたって白星から遠ざかった。7月21日の対ヤクルト戦（甲子園）で4勝目を挙げてからは、打線の調子と噛み合う試合が増加。9月28日の対DeNA戦（横浜スタジアム）までの5連勝によって、2年連続6度目の2桁勝利に到達した。同月には、登板した4試合で全勝したことに加えて、月間の防御率を1.93にとどめるほどの活躍でチームのCS進出に大きく貢献。2014年3・4月以来2度目の月間MVPを受賞した。レギュラーシーズン全体では、一軍公式戦26試合に登板。投球イニングは自己最多の172回1/3で、チームトップの10勝（8敗）、防御率2.92という成績を残した。QS（19回）とQS率（73.08%）はいずれもリーグトップで、2015年以来4年ぶりに勝利数が敗戦数を上回った。CSでは、10月5日にDeNAとのファーストステージ第1戦（横浜）で先発を任されたものの、1回表に先頭打者・神里和毅から5連打を打たれたばかりか、5番打者・宮﨑敏郎の打球が右足を直撃した影響で一死も取れずに降板。同月13日に巨人とのファイナルステージ第4戦（東京ドーム）へ先発したものの、好投しながらチームを日本シリーズに導けなかった。なお、CSの終了後には、阪神の投手として初めてゴールデングラブ賞を受賞。また、同姓の親戚である西純矢の入団が決まったものの、スコアボードでの表記は「西」のままとなっている（純矢は「西純」。報道などでは区別のため「西勇」となっているものもある）。
2020年、自身2度目・移籍後初めてのレギュラーシーズン開幕投手として、6月19日の対巨人戦（東京ドーム）に先発。6回1失点と好投しながら勝敗は付かなかったものの、3回表の第1打席で菅野智之から一軍公式戦およびチームのレギュラーシーズン初本塁打、5回表の第2打席で適時二塁打を打ってチームの全得点（2点）を叩き出した。日本プロ野球の開幕戦における投手の本塁打は、2008年の川上憲伸（中日）以来史上12人目で、阪神の投手では1938年春の御園生崇男以来82年ぶりであった。同じ日に横浜スタジアムで大瀬良大地（広島）も本塁打を放っており、開幕戦で2投手が本塁打を放ったのはプロ野球史上初の記録となった。9月11日の対広島戦（甲子園）では自身523日ぶりの完封勝利、同月17日の対巨人戦（東京ドーム）では自身初となる2試合連続完封勝利を飾った。最終的に21試合に登板し、11勝5敗、防御率2.26、同年のNPB1位となるクオリティ・スタート17回を記録した。4年契約の2年目を終え、現状維持となる推定年俸2億円+出来高払いで契約を更改した。
2021年、春季キャンプ中の2月23日に喘息により離脱するも、3月3日に復帰。6月18日の巨人戦で通算99勝目を挙げたものの、以降自己ワーストとなる6連敗を喫した。9月10日の広島戦で通算100勝を達成したが、9月14日に首の寝違え症状で出場登録を抹消された。10月13日の巨人戦で右肘の違和感のため2回途中で降板し、翌10月14日に出場登録を抹消された。最終的に24試合に先発し、6勝9敗、防御率3.76を記録。4年契約の3年目を終え、現状維持となる推定年俸2億円+出来高払いで契約を更改した。
2022年、開幕9連敗中だった4月5日の阪神の10試合目となる横浜DeNAベイスターズ戦で9回被安打7無失点の完封勝利でチームの連敗記録を止めた。開幕9連敗以上からの完封勝利は、1955年のヴィクトル・スタルヒン（トンボ）以来67年ぶりの記録となった。7月は4試合に先発登板し、3勝0敗、月間防御率0.66の成績で自身3度目の月間MVPを受賞した。8月に海外FA権を取得した。結果的148回1/3を投げ2つの完封を含む9勝を記録し、防御率もリーグ2位の2.18を記録するなど安定したピッチングを見せたが、打線の援護に恵まれないこともあり9敗と貯金をつくることはできなかった。11月8日に海外FA権を行使して残留することを表明し、新たに4年総額12億円（金額は推定）で契約に合意した。
2023年、4月18日の対広島戦（甲子園）でシーズン3試合目の登板で9回1失点完投でシーズン初勝利。5月17日の対中日戦（バンテリンドーム ナゴヤ）では7回1失点で2勝目を挙げた。バンテリンドーム ナゴヤでの勝利投手は自身2019年9月13日以来、1342日ぶりであった。6月14日の対オリックス戦（甲子園）では6回2失点で史上20人目の全球団勝利を達成した。7月4日の対広島戦（マツダスタジアム）では自身初となる初回に5失点を喫し、この日は3回6失点で敗戦投手となり、翌5日に出場選手登録を抹消された。8月22日に一軍に復帰すると、9月12日の対巨人戦（甲子園）で9回2安打、1-0でシーズン唯一の完封勝利を飾った。シーズン通算では2017年以来、6年ぶりに規定投球回到達に届かず、18試合に登板、8勝5敗、防御率3.57の成績を残した。オリックスとの日本シリーズでは2試合に登板。第2戦（京セラドーム大阪）では先発登板し、3回2/3を投げ、4失点で敗戦投手、第6戦（京セラドーム大阪）では6回裏から2番手で救援登板し、3回1失点の成績であった。オフの12月3日に4年契約2年目で現状維持となる推定年俸3億円で契約を更改した。なお、この年はオリックス時代から数えてプロ入り15年目にして初めて、リーグ優勝・日本一をチーム最年長で達成した。
2024年、4月は4日の対DeNA戦（京セラドーム大阪）でシーズン初先発登板するが、5回1/3を3失点で敗戦投手となり、2015年のオリックス時代から10年連続となるシーズン初登板で勝ち星が付かなかった。18日の対巨人戦（甲子園）では8回1失点と好投するも、翌19日に出場選手登録を抹消。5月4日に出場選手登録されると、同月は16日の対中日戦（バンテリンドーム ナゴヤ）でシーズン5試合目の登板で6回2失点でシーズン初勝利。23日の対広島戦（マツダスタジアム）で6回無失点で2勝目を挙げ、チームでセ・リーグ史上初の1万試合に花を添えた。セ・パ交流戦では6月13日の対オリックス戦（京セラドーム大阪）で無四球完封勝利を飾った。8月21日の対ヤクルト戦で、2019年に加入した阪神で節目の50勝目。オリックス時代に74勝を挙げ、史上7人目となる両リーグでの50勝を達成した。9月20日の対DeNA戦（横浜スタジアム）ではシーズン最短となる2回0/3を投げ、5失点で降板し、同月23日に再び出場選手登録を抹消された。シーズン通算では2年連続で規定投球回到達に届かず、21試合に登板、6勝7敗、防御率2.24という成績であった。オフの11月20日に4年契約3年目で現状維持となる推定年俸3億円で契約を更改した。

## 選手としての特徴
| 球種           | 配分 % | 平均球速 km/h |
| -------------- | ------ | ------------- |
| スライダー     | 34     | 129           |
| フォーシーム   | 31     | 140           |
| ツーシーム     | 19     | 140           |
| チェンジアップ | 11     | 132           |
| カーブ         | 5      | 111           |

オーバースローから、平均球速約141 km/h、最速149 km/hのストレートを中心に、シュート、スライダー、カーブ、フォークのように逃げ沈むチェンジアップをテンポよく投げ込む。特にシュートへの評価が高く、シュートとスライダーを軸とした横の揺さぶりを得意としている。
投球フォームはプロ入り当初から既に完成されており、10球程度で肩が出来上がる仕上がりの早さ、物怖じしないマウンド度胸が持ち味である他、右打者へのシュートをより生かすために、投球の際には投手板の一塁側ぎりぎりを踏む。内角を強気に攻める投球を信条とするが、その影響もありリーグ最多与死球を2度記録している（2011年、2013年）。
このほか、牽制球を得意としている。そのモーションは最速1秒を切り、2015年シーズン終了時点ですでに現役最多となる15個の牽制刺を記録。赤星憲広に「現役で一番うまい」と評価され、ダルビッシュ有は「西の動画を参考に牽制を練習した」と明かしている。
守備力も高く評価されており、2019年には三井ゴールデン・グラブ賞を受賞した。

## 人物
地元である三重県では中日ドラゴンズの人気が高く、西本人も少年時代は中日の主力として活躍していた福留孝介に憧れていた。
オリックスでの一軍デビュー当初は、マウンド上でも笑顔を見せることが多く、「スマイル王子」の異名をとった。斎藤佑樹（群馬県出身）が日本ハムのドラフト1位ルーキーとして注目を集めていた2011年は西が初めて先発ローテーションに定着した年でもあり、名前の読み方が同じ「ゆうき」であることから、メディアから「西のユウちゃん」と呼ばれていた時期もあった。現在では、帽子の裏に「きっと大丈夫」という言葉が書かれており、マウンド上でその言葉をつぶやくことがある。
漫画の『ドラえもん』・『ドラベース』のファンで、『ドラベース』作者のむぎわらしんたろうからグッズをプレゼントされる等の交流を持っている。2015年には『コロコロアニキ』（小学館）に、西とむぎわらの交流や、『ドラベース』の主人公クロえもんとの対決を描いた特別漫画が掲載された。
オリックス時代の2011年から、日本赤十字社や日本財団子どもサポートプロジェクトへ毎年寄付するなど、社会貢献活動を続けている。阪神移籍後の2019年には、他球団から移籍した選手では初めて、阪神球団から若林忠志賞を授与された。
オリックス時代の2010年から交際していた一般女性と結婚していたことを、2016年10月に公表した。子供もいる模様。
同姓同名という縁から車いす陸上選手の西勇輝と親交を持つ。車いす陸上の西が新聞に掲載されたことで存在を知った野球の西が、知人を通して問い合わせたことがきっかけであり、2020年の春季キャンプ時に初対面を果たした。車いす陸上の西の方は物心ついたときから野球好きで、野球の西のことを菰野高校時代から認知していたという
2020年7月16日発売の週刊誌が、2019年10月から不倫関係にあったというファンの女性と緊急事態宣言下に"密会不倫"していたことを報じた。その後球団より厳重注意処分を受け「プライベートのことでお騒がせし、プロ野球選手として自覚に欠ける行動であったと深く反省しています」とコメント。「家族やチームをはじめ、ご迷惑をおかけした方々のためにも、今後はより野球に集中しプレーで取り返すことができるよう努めます」と誓った。

## 詳細情報

### 年度別投手成績
| 年 度      | 球 団      | 登 板 | 先 発 | 完 投 | 完 封 | 無 四 球 | 勝 利 | 敗 戦 | セ 丨 ブ | ホ 丨 ル ド | 勝 率 | 打 者 | 投 球 回 | 被 安 打 | 被 本 塁 打 | 与 四 球 | 敬 遠 | 与 死 球 | 奪 三 振 | 暴 投 | ボ 丨 ク | 失 点 | 自 責 点 | 防 御 率 | W H I P |
| ---------- | ---------- | ----- | ----- | ----- | ----- | -------- | ----- | ----- | -------- | ----------- | ----- | ----- | -------- | -------- | ----------- | -------- | ----- | -------- | -------- | ----- | -------- | ----- | -------- | -------- | ------- |
| 2009       | オリックス | 3     | 0     | 0     | 0     | 0        | 0     | 0     | 0        | 0           | ----  | 13    | 4.0      | 0        | 0           | 1        | 0     | 0        | 2        | 0     | 0        | 0     | 0        | 0.00     | 0.25    |
| 2010       | オリックス | 18    | 1     | 0     | 0     | 0        | 0     | 0     | 0        | 1           | ----  | 128   | 31.2     | 21       | 3           | 14       | 0     | 1        | 31       | 0     | 0        | 12    | 12       | 3.41     | 1.11    |
| 2011       | オリックス | 25    | 18    | 1     | 0     | 1        | 10    | 7     | 1        | 0           | .588  | 537   | 130.2    | 109      | 8           | 26       | 0     | 16       | 106      | 1     | 0        | 49    | 44       | 3.03     | 1.03    |
| 2012       | オリックス | 19    | 19    | 2     | 1     | 0        | 8     | 3     | 0        | 0           | .727  | 503   | 123.0    | 106      | 3           | 33       | 0     | 5        | 87       | 2     | 0        | 41    | 38       | 2.78     | 1.13    |
| 2013       | オリックス | 28    | 28    | 3     | 0     | 1        | 9     | 8     | 0        | 0           | .529  | 708   | 166.0    | 178      | 13          | 42       | 0     | 14       | 137      | 5     | 0        | 74    | 67       | 3.63     | 1.33    |
| 2014       | オリックス | 24    | 24    | 3     | 1     | 2        | 12    | 10    | 0        | 0           | .545  | 640   | 156.0    | 146      | 11          | 35       | 1     | 7        | 119      | 1     | 0        | 65    | 57       | 3.29     | 1.16    |
| 2015       | オリックス | 24    | 24    | 3     | 2     | 0        | 10    | 6     | 0        | 0           | .625  | 655   | 162.2    | 140      | 11          | 43       | 0     | 6        | 143      | 3     | 0        | 46    | 43       | 2.38     | 1.13    |
| 2016       | オリックス | 26    | 26    | 2     | 1     | 0        | 10    | 12    | 0        | 0           | .455  | 712   | 165.1    | 171      | 4           | 48       | 1     | 8        | 108      | 2     | 0        | 80    | 76       | 4.14     | 1.33    |
| 2017       | オリックス | 17    | 17    | 3     | 1     | 0        | 5     | 6     | 0        | 0           | .455  | 483   | 117.2    | 108      | 14          | 29       | 0     | 7        | 88       | 0     | 0        | 46    | 45       | 3.44     | 1.16    |
| 2018       | オリックス | 25    | 25    | 0     | 0     | 0        | 10    | 13    | 0        | 0           | .435  | 679   | 162.1    | 162      | 15          | 36       | 2     | 6        | 119      | 1     | 0        | 66    | 65       | 3.60     | 1.22    |
| 2019       | 阪神       | 26    | 26    | 1     | 1     | 0        | 10    | 8     | 0        | 0           | .556  | 702   | 172.1    | 159      | 12          | 36       | 2     | 9        | 112      | 2     | 0        | 60    | 56       | 2.92     | 1.02    |
| 2020       | 阪神       | 21    | 21    | 4     | 2     | 2        | 11    | 5     | 0        | 0           | .688  | 582   | 147.2    | 116      | 15          | 28       | 2     | 4        | 115      | 1     | 1        | 44    | 37       | 2.26     | 0.98    |
| 2021       | 阪神       | 24    | 24    | 2     | 0     | 1        | 6     | 9     | 0        | 0           | .400  | 610   | 143.2    | 143      | 12          | 40       | 6     | 4        | 95       | 2     | 0        | 68    | 60       | 3.76     | 1.27    |
| 2022       | 阪神       | 23    | 23    | 2     | 2     | 1        | 9     | 9     | 0        | 0           | .500  | 599   | 148.1    | 132      | 8           | 26       | 3     | 5        | 93       | 2     | 0        | 40    | 36       | 2.18     | 1.07    |
| 2023       | 阪神       | 18    | 18    | 2     | 1     | 0        | 8     | 5     | 0        | 0           | .615  | 452   | 108.1    | 106      | 8           | 24       | 2     | 8        | 56       | 0     | 1        | 47    | 43       | 3.57     | 1.20    |
| 2024       | 阪神       | 21    | 21    | 1     | 1     | 1        | 6     | 7     | 0        | 0           | .462  | 511   | 124.2    | 113      | 5           | 23       | 2     | 5        | 71       | 0     | 0        | 39    | 31       | 2.24     | 1.09    |
| 通算：16年 | 通算：16年 | 342   | 315   | 29    | 13    | 9        | 124   | 108   | 1        | 1           | .534  | 8514  | 2064.1   | 1910     | 142         | 484      | 21    | 105      | 1482     | 22    | 2        | 777   | 710      | 3.10     | 1.16    |

- 2024年度シーズン終了時
- 各年度の太字はリーグ最高

### WBSCプレミア12での投手成績
| 年 度 | 代 表 | 登 板 | 先 発 | 勝 利 | 敗 戦 | セ ｜ ブ | 打 者 | 投 球 回 | 被 安 打 | 被 本 塁 打 | 与 四 球 | 敬 遠 | 与 死 球 | 奪 三 振 | 暴 投 | ボ ｜ ク | 失 点 | 自 責 点 | 防 御 率 |
| ----- | ----- | ----- | ----- | ----- | ----- | -------- | ----- | -------- | -------- | ----------- | -------- | ----- | -------- | -------- | ----- | -------- | ----- | -------- | -------- |
| 2015  | 日本  | 2     | 1     | 0     | 0     | 0        | 20    | 5.0      | 8        | 2           | 2        | 0     | 1        | 3        | 1     | 0        | 4     | 4        | 7.20     |

### 年度別守備成績
| 年 度 | 球 団      | 投手  | 投手  | 投手  | 投手  | 投手  | 投手     |
| 年 度 | 球 団      | 試 合 | 刺 殺 | 補 殺 | 失 策 | 併 殺 | 守 備 率 |
| ----- | ---------- | ----- | ----- | ----- | ----- | ----- | -------- |
| 2009  | オリックス | 3     | 1     | 0     | 0     | 0     | 1.000    |
| 2010  | オリックス | 18    | 2     | 3     | 0     | 0     | 1.000    |
| 2011  | オリックス | 25    | 5     | 31    | 1     | 1     | .973     |
| 2012  | オリックス | 19    | 8     | 21    | 2     | 3     | .935     |
| 2013  | オリックス | 28    | 12    | 39    | 2     | 7     | .962     |
| 2014  | オリックス | 24    | 16    | 29    | 2     | 2     | .957     |
| 2015  | オリックス | 24    | 18    | 39    | 1     | 1     | .983     |
| 2016  | オリックス | 26    | 7     | 36    | 1     | 0     | .977     |
| 2017  | オリックス | 17    | 3     | 23    | 2     | 0     | .929     |
| 2018  | オリックス | 25    | 8     | 29    | 1     | 1     | .974     |
| 2019  | 阪神       | 26    | 9     | 34    | 0     | 4     | 1.000    |
| 2020  | 阪神       | 21    | 6     | 29    | 2     | 2     | .946     |
| 2021  | 阪神       | 24    | 9     | 26    | 1     | 1     | .972     |
| 2022  | 阪神       | 23    | 8     | 18    | 1     | 1     | .963     |
| 2023  | 阪神       | 18    | 9     | 23    | 1     | 2     | .970     |
| 2024  | 阪神       | 21    | 9     | 24    | 4     | 2     | .892     |
| 通算  | 通算       | 342   | 130   | 404   | 21    | 27    | .962     |

- 2024年度シーズン終了時
- 各年度の太字はリーグ最高
- 太字の年度はゴールデングラブ賞受賞

### 表彰
- ゴールデングラブ賞：1回（投手部門：2019年）
- 月間MVP：3回（投手部門：2014年3・4月、2019年9月、2022年7月[81]）

### 記録
初記録
投手記録
- 初登板：2009年9月21日、対東北楽天ゴールデンイーグルス20回戦（クリネックススタジアム宮城）、7回裏に3番手で救援登板、1回無失点
- 初奪三振：2009年9月25日、対千葉ロッテマリーンズ22回戦（千葉マリンスタジアム）、8回裏に西岡剛から見逃し三振
- 初ホールド：2010年8月5日、対埼玉西武ライオンズ15回戦（京セラドーム大阪）、5回表二死に2番手で救援登板、2/3回無失点
- 初先発登板：2010年8月12日、対福岡ソフトバンクホークス18回戦（福岡Yahoo! JAPANドーム）、4回2/3を5失点で勝敗つかず
- 初勝利・初先発勝利：2011年4月17日、対東北楽天ゴールデンイーグルス3回戦（阪神甲子園球場）、7回1失点
- 初セーブ：2011年7月1日、対福岡ソフトバンクホークス7回戦（京セラドーム大阪）、7回表に2番手で救援登板・完了、3回無失点
- 初完投勝利：2011年8月11日、対東北楽天ゴールデンイーグルス15回戦（京セラドーム大阪）、9回1失点、無四死球
- 初完封勝利：2012年10月8日、対福岡ソフトバンクホークス24回戦（福岡Yahoo!JAPANドーム）、9奪三振、ノーヒットノーランで達成

打撃記録
- 初打席：2011年6月4日、対広島東洋カープ4回戦（MAZDA Zoom-Zoom スタジアム広島）、3回表に前田健太から四球
- 初安打：2016年6月14日、対阪神タイガース1回戦（阪神甲子園球場）、2回表に能見篤史から右前安打
- 初打点：2019年4月14日、対中日ドラゴンズ3回戦（阪神甲子園球場）、4回裏に吉見一起から左前2点適時打
- 初本塁打：2020年6月19日、対読売ジャイアンツ1回戦（東京ドーム）、3回表に菅野智之から左越ソロ

節目の記録
- 1000投球回：2017年6月16日、対横浜DeNAベイスターズ1回戦（横浜スタジアム）3回裏三死目に宮﨑敏郎から遊ゴロ ※史上347人目
- 1000奪三振：2019年6月21日、対埼玉西武ライオンズ1回戦（阪神甲子園球場）、5回表に中村剛也から ※史上149人目
- 1500投球回：2020年10月2日、対読売ジャイアンツ17回戦（阪神甲子園球場）、1回表一死目に吉川尚輝から見逃し三振 ※史上179人目
- 100勝：2021年9月10日、対広島東洋カープ17回戦（MAZDA Zoom-Zoom スタジアム広島）、5回1失点 ※史上140人目[75]
- 100敗：2023年5月31日、対埼玉西武ライオンズ2回戦（ベルーナドーム）、6回2/3 4失点（自責点3）※史上122人目、平成生まれ初
- 2000投球回：2024年6月21日、対横浜DeNAベイスターズ9回戦（阪神甲子園球場）、1回表三死目にタイラー・オースティンから遊ゴロ併殺打 ※史上94人目[126]

その他の記録
- ノーヒットノーラン：2012年10月8日、対福岡ソフトバンクホークス24回戦（福岡Yahoo!JAPANドーム） ※史上76人目（87度目）、平成生まれの投手としては初
- 全球団勝利：2023年6月14日、対オリックス・バファローズ2回戦（阪神甲子園球場）、6回2失点 ※史上20人目[127]
- 開幕から8連勝：2014年 ※オリックス球団記録
- オールスターゲーム出場：3回（2012年、2014年、2015年）

### 背番号
- 63（2009年 - 2011年）
- 21（2012年 - 2018年）
- 16（2019年[46] - ）

### 登場曲
- 「SMILY」大塚愛（2009年 - 2010年）
- 「シーソーゲーム 〜勇敢な恋の歌〜」Mr.Children（2011年）
- 「箒星」Mr.Children（2012年）
- 「イマジン」USAGI（2014年）
- 「エース」USAGI（2015年）
- 「Always」光永亮太（2016年、2019年 - ） ※2019年、2021年は打席用
- 「Tomorrow never knows」Mr.Children（2017年 - 2020年） ※2020年は打席用
- 「Yes I AM」ONE OK ROCK（2021年）
- 「ひとりじゃない」DEEN（2022年）※打席用
- 「運命の人」スピッツ（2023年 - ）※打席用

### 代表歴
- 2015 WBSCプレミア12 日本代表

## 関連情報

### 写真集
- 西勇輝公式オリジナル写真集 - PHOちょ+（2011年8月5日）